# Maserati A6
Maserati A6 es la primera serie de automóviles Gran Turismo producido por el fabricante italiano Maserati entre 1947 y 1956 y derivó en muchas versiones y carrocerías (139 coches GT producidos entre 1946 y 1956).

## Historia

### Maserati A6
En 1946, Maserati comercializó los primeros automóviles GT de calle, el modelo A6 Berlinetta 6 cilindros, 1500 cm³ de 65 caballos, carrozado por Pininfarina (de ellos 61 ejemplares firmados Zagato).
El nombre del modelo está formado por la letra “A”, por “Alfieri”, uno de los hermanos Maserati, y “6” por el número de cilindros del motor.

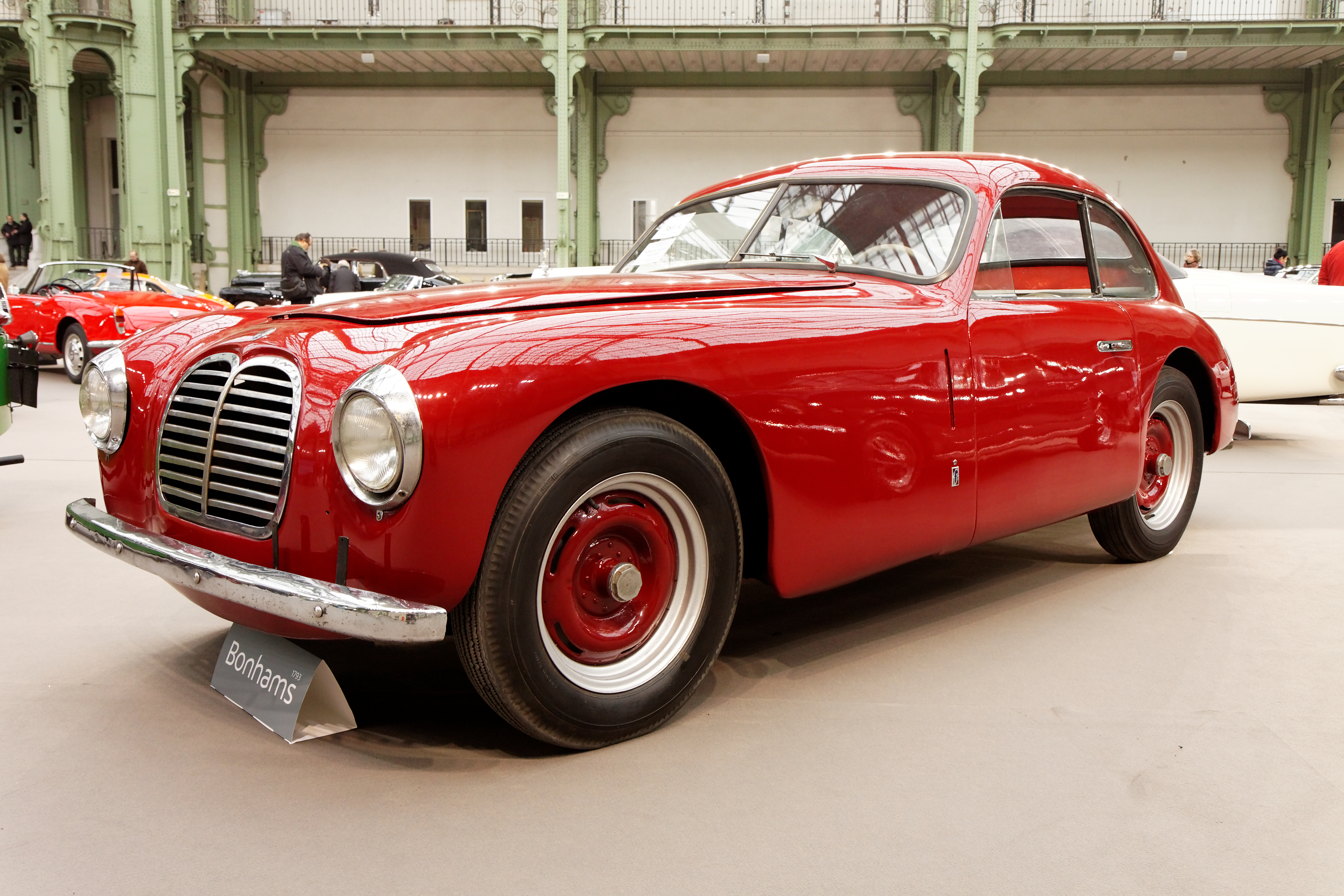
Maserati A6 1500, Grand Palais, París
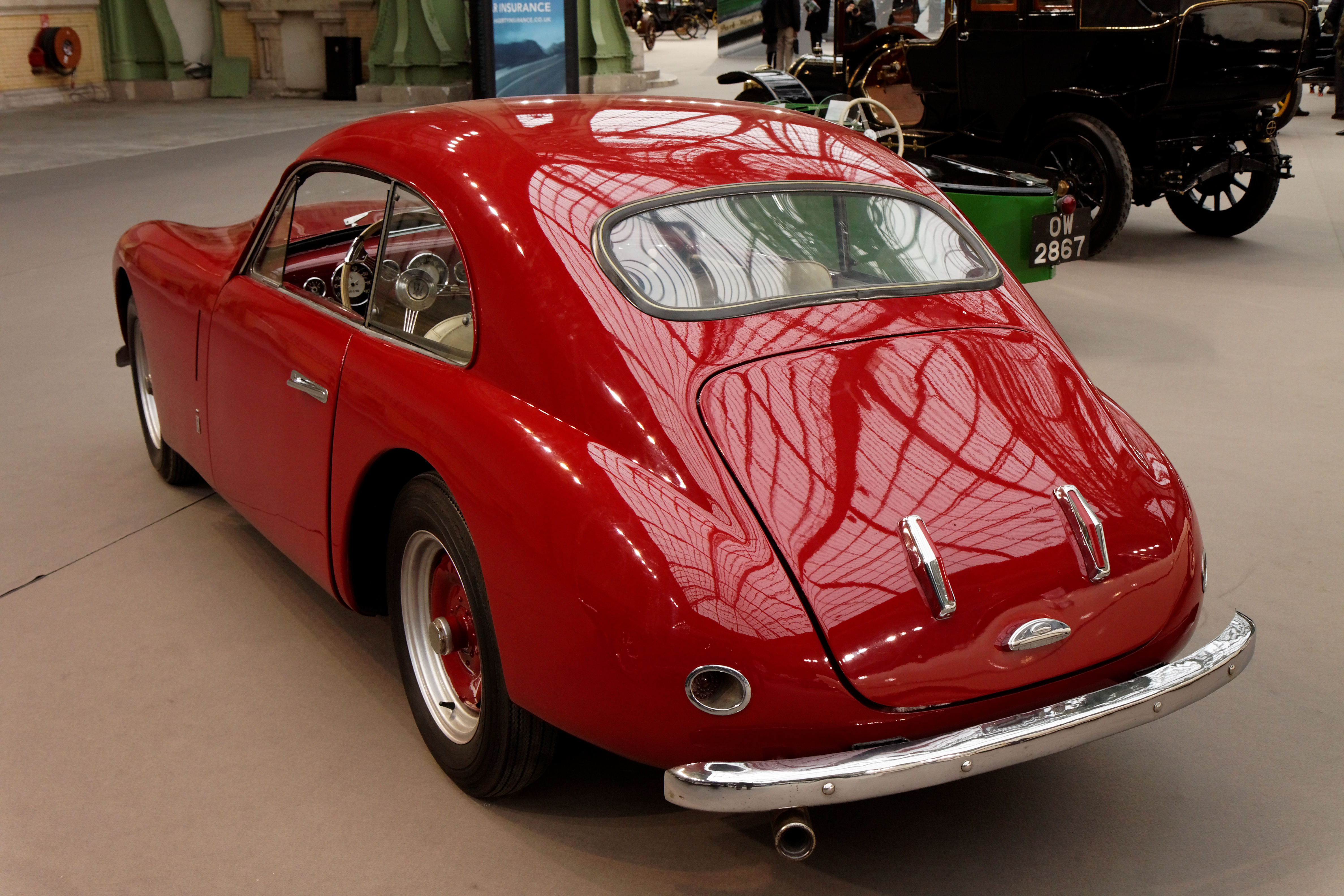
Maserati A6 1500, Grand Palais, París

### Maserati A6G
En 1947 Maserati vende la serie A6G, con un motor de seis cilindros de 1.500 cc, seguido en 1950 con una versión de 2000 cc y 150 CV.

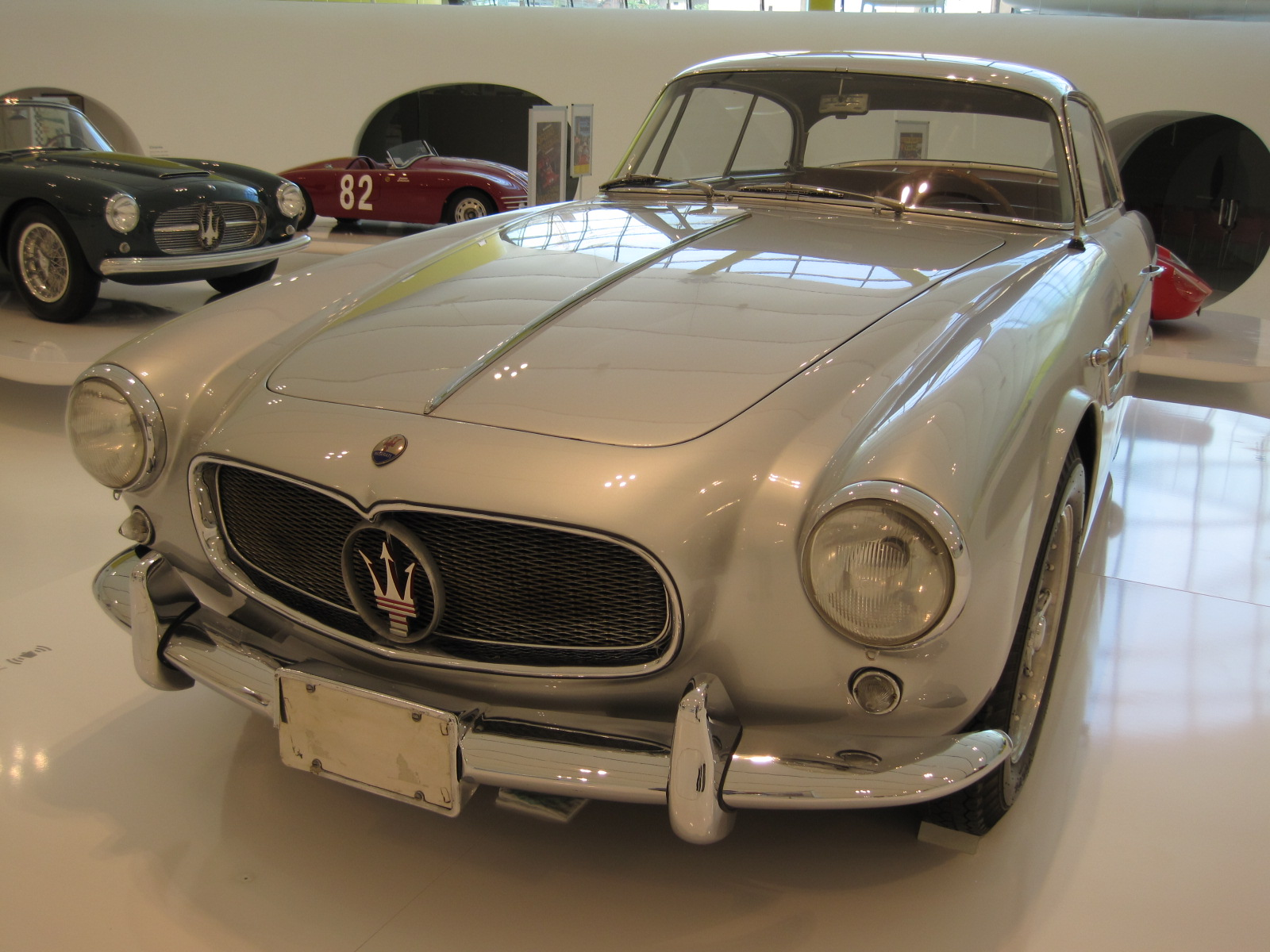
Maserati A6G/54 Allemano,[3] Museo Enzo Ferrari,[4] Módena
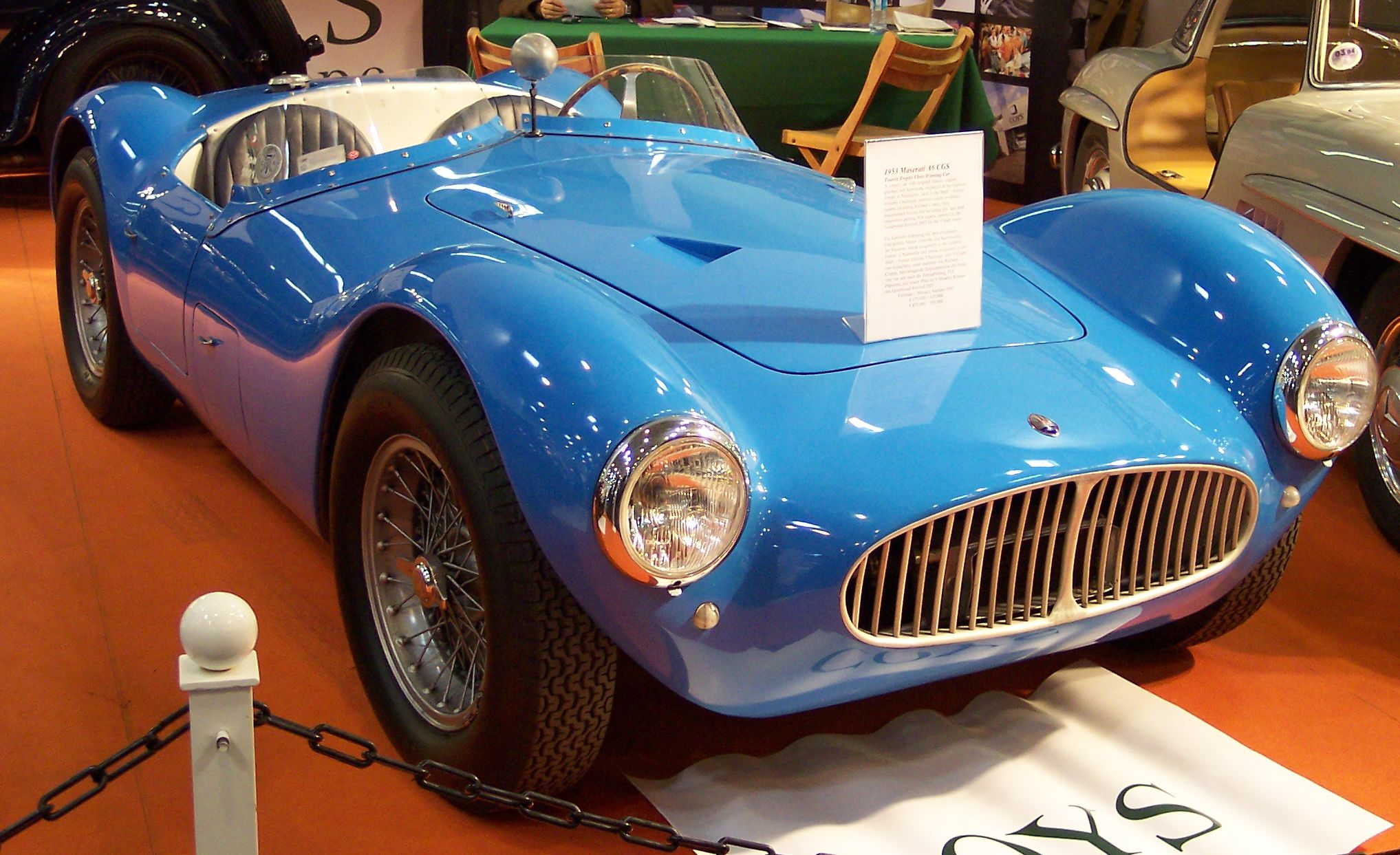
Maserati A6 CGS de 1953
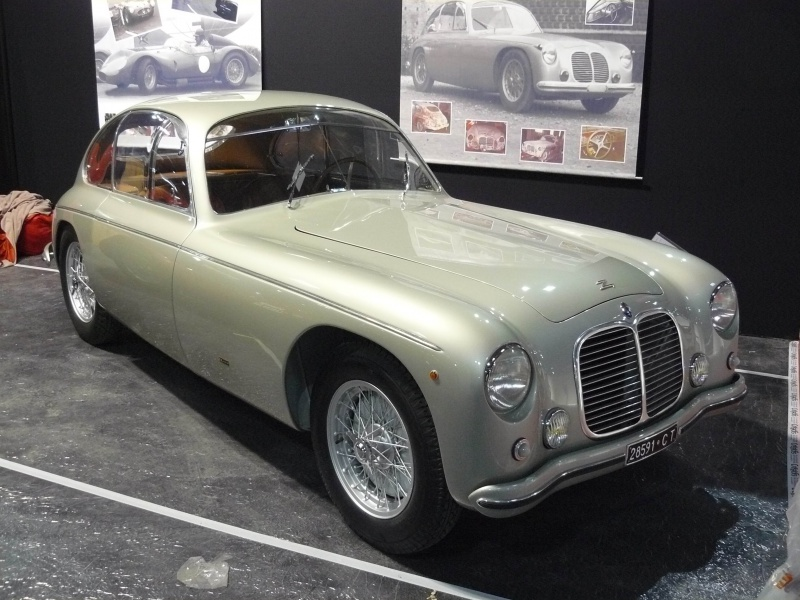
Maserati A6G 1500 Zagato,[1] Retromobile 2012
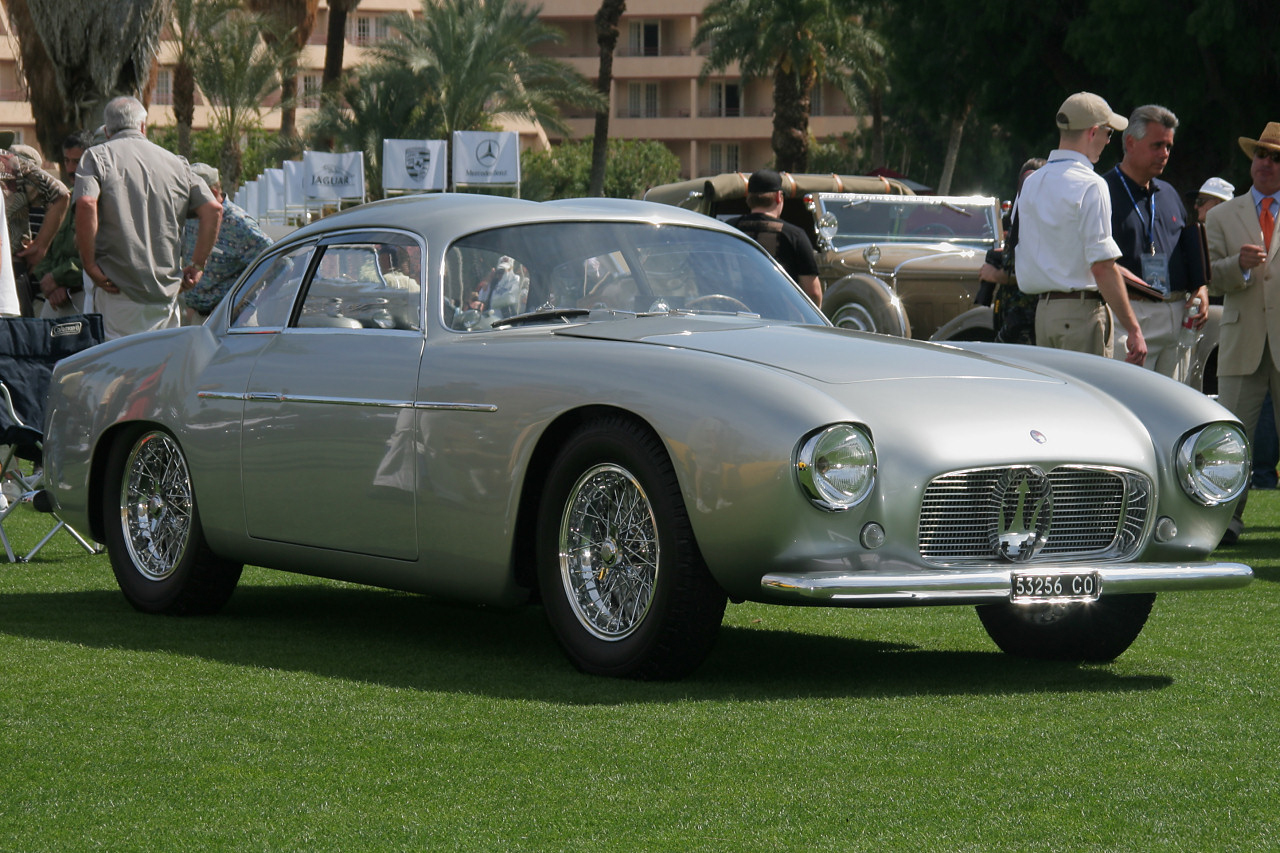
Maserati A6G/54 Berlinetta Zagato,[1] Palm Springs, California

Los clientes de la época podía escoger una carrocería específica gracias a los carroceros Pininfarina, Bertone, Ghia, Zagato, Allemano, Vignale o Frua. Un total de 16 Maserati A6G fueron producidos entre 1947 y 1952.

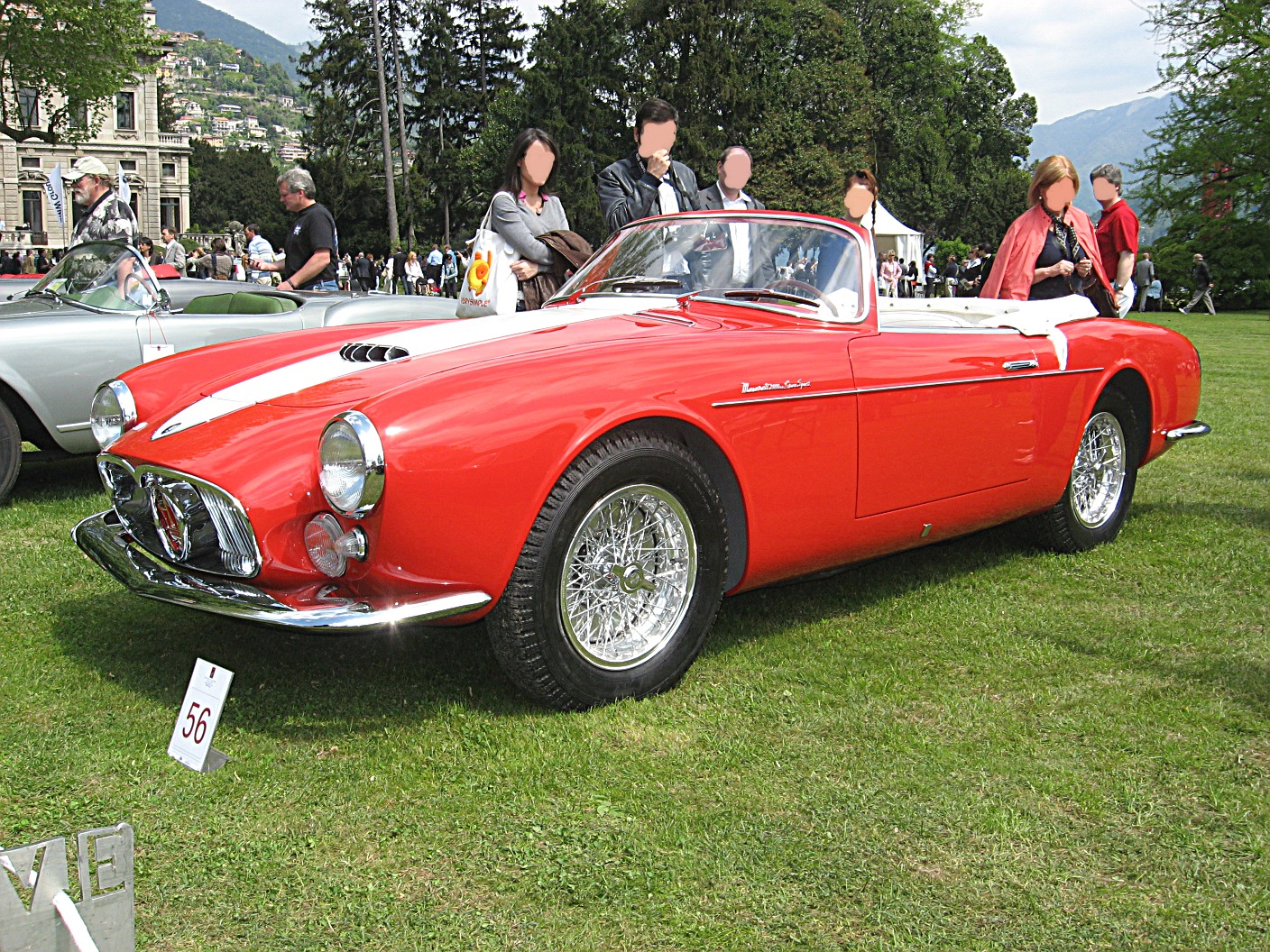
Maserati A6G/54 Frua,[6] en el concurso de elegancia Villa d'Este,[7] Lago de Como
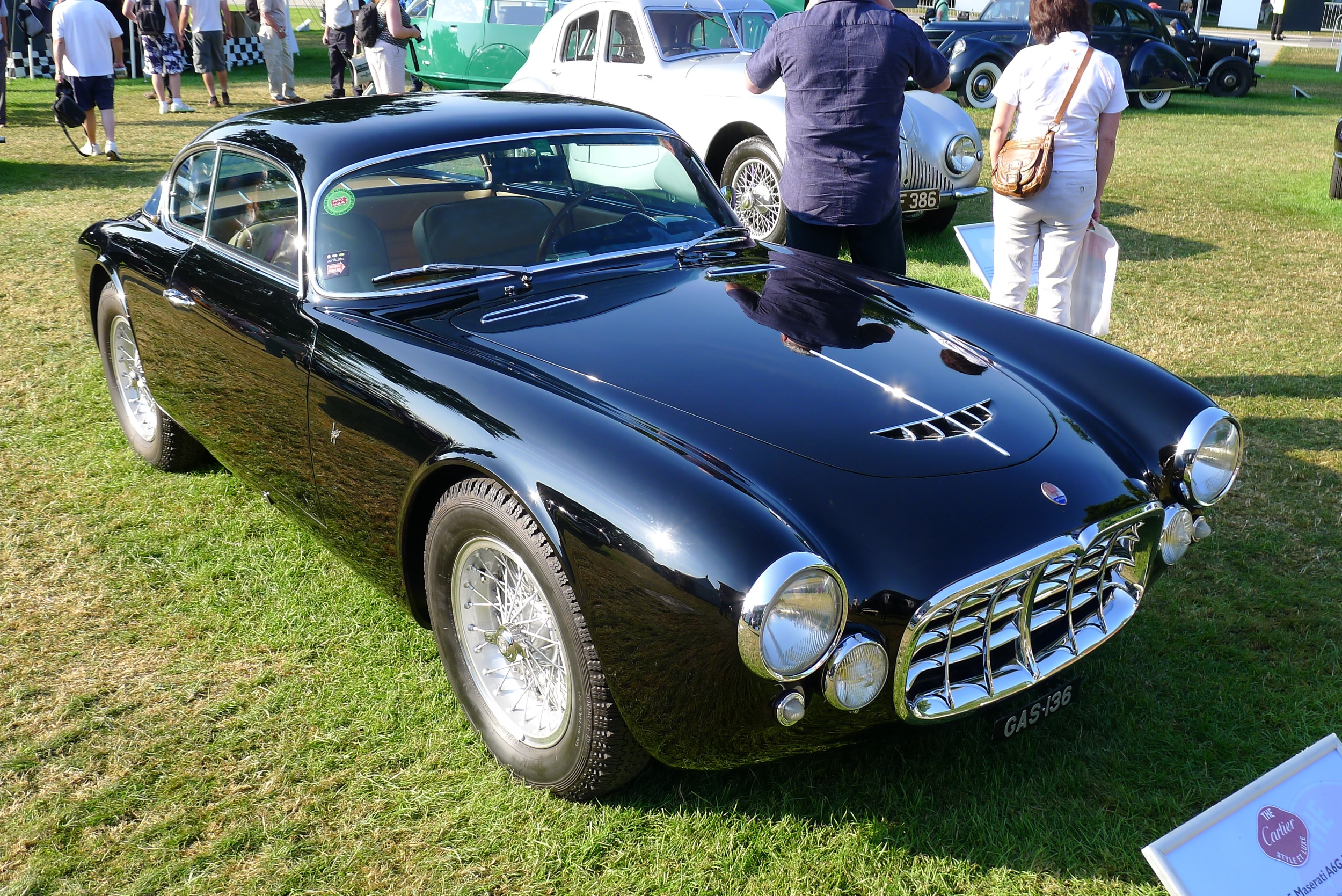
Maserati A6G/54 2000 Frua,[6] Festival de velocidad de Goodwood,[8] en Sussex Occidental
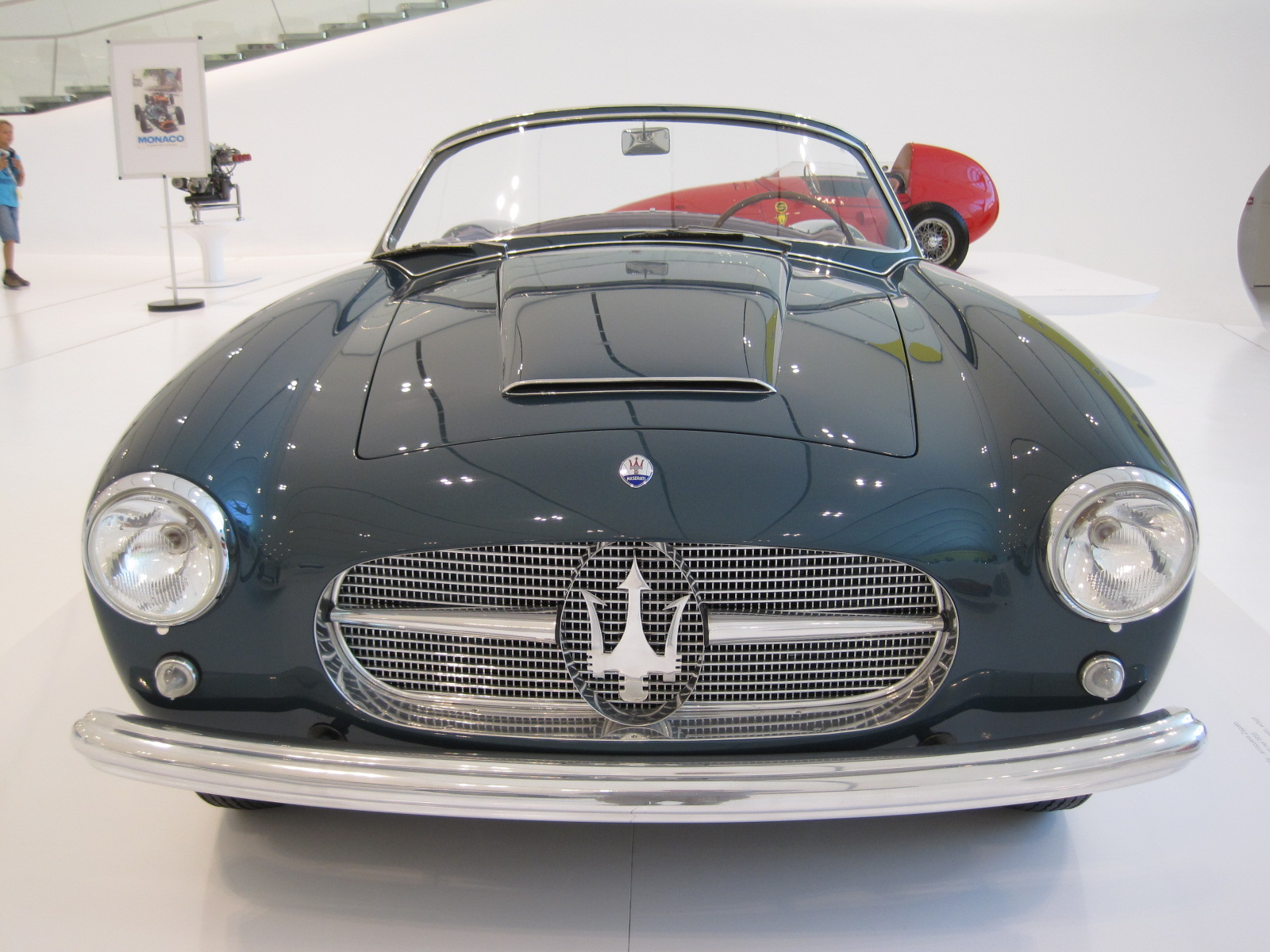
Maserati A6G/54 2000 Spider Zagato,[1] Museo Enzo Ferrari,[4] Módena
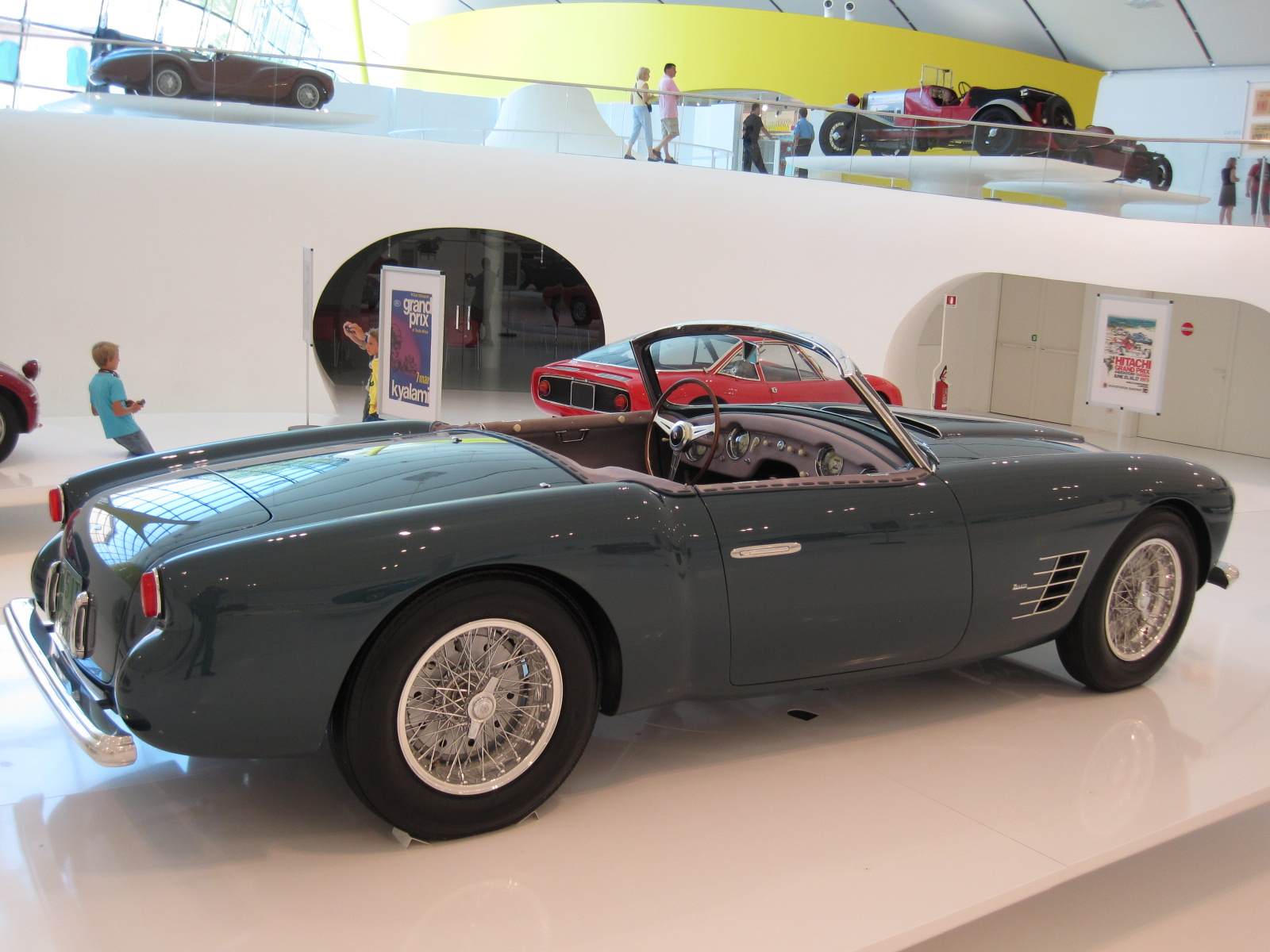
Maserati A6G/54 2000 Spider Zagato,[1] Museo Enzo Ferrari,[4] Módena

En 1954 la evolución A6G/54 fue presentada con un nuevo motor 6 cilindros equipado con dos árboles de levas y 150 hp. En tres años, 63 unidades fueron comercializadas con carrocerías de Frua, Zagato o Allemano.

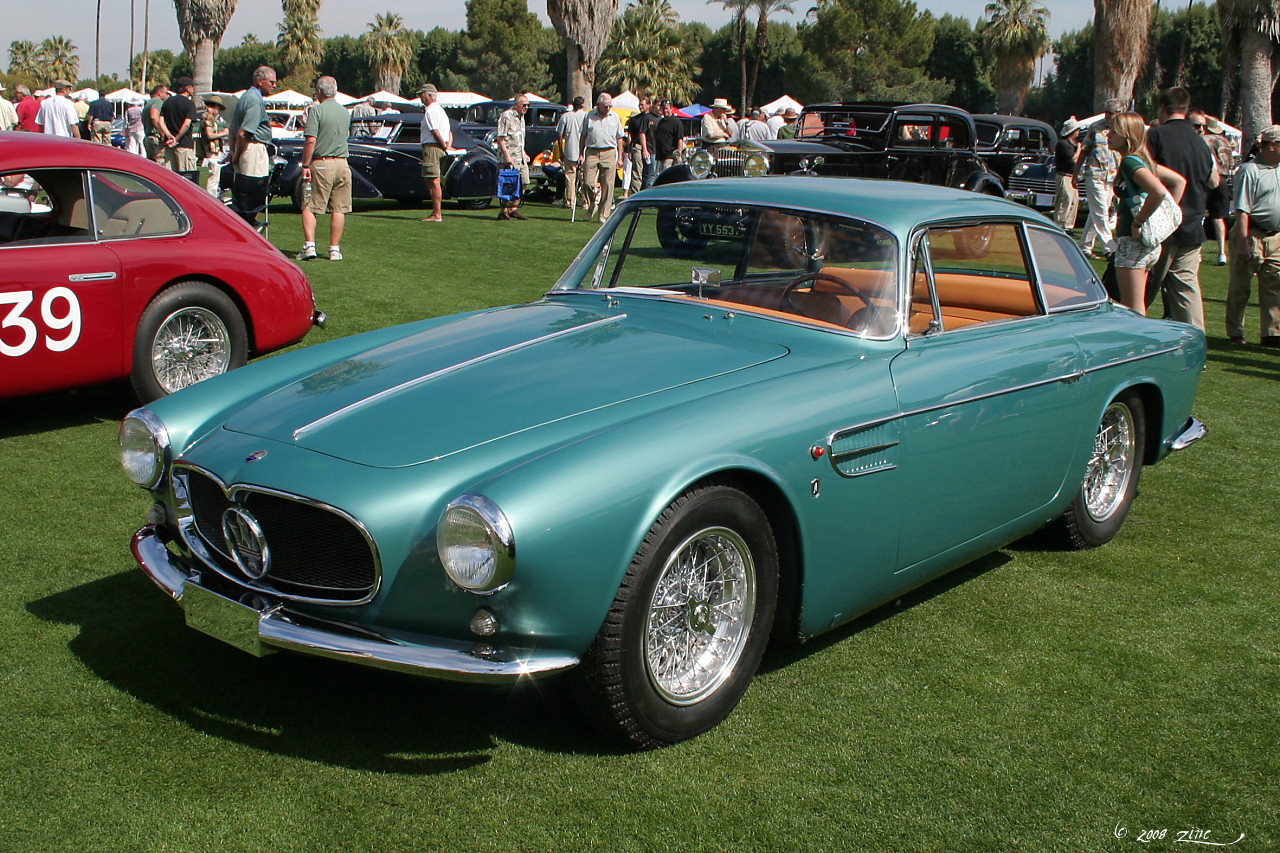
Maserati A6G 2000, Allemano, Palm Springs, California
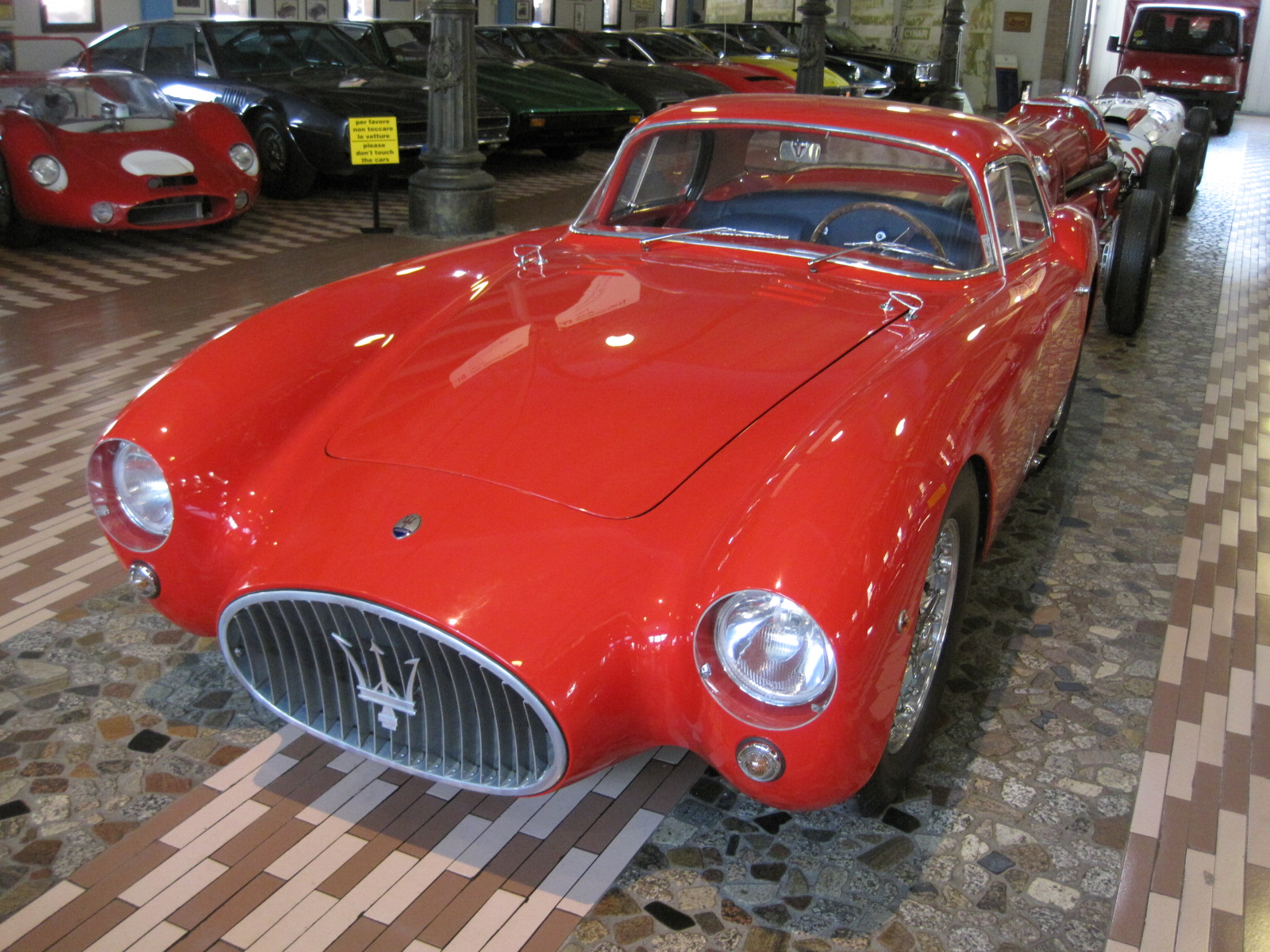
Maserati A6GCS Berlinetta Pininfarina, Museo Panini Maserati, Módena
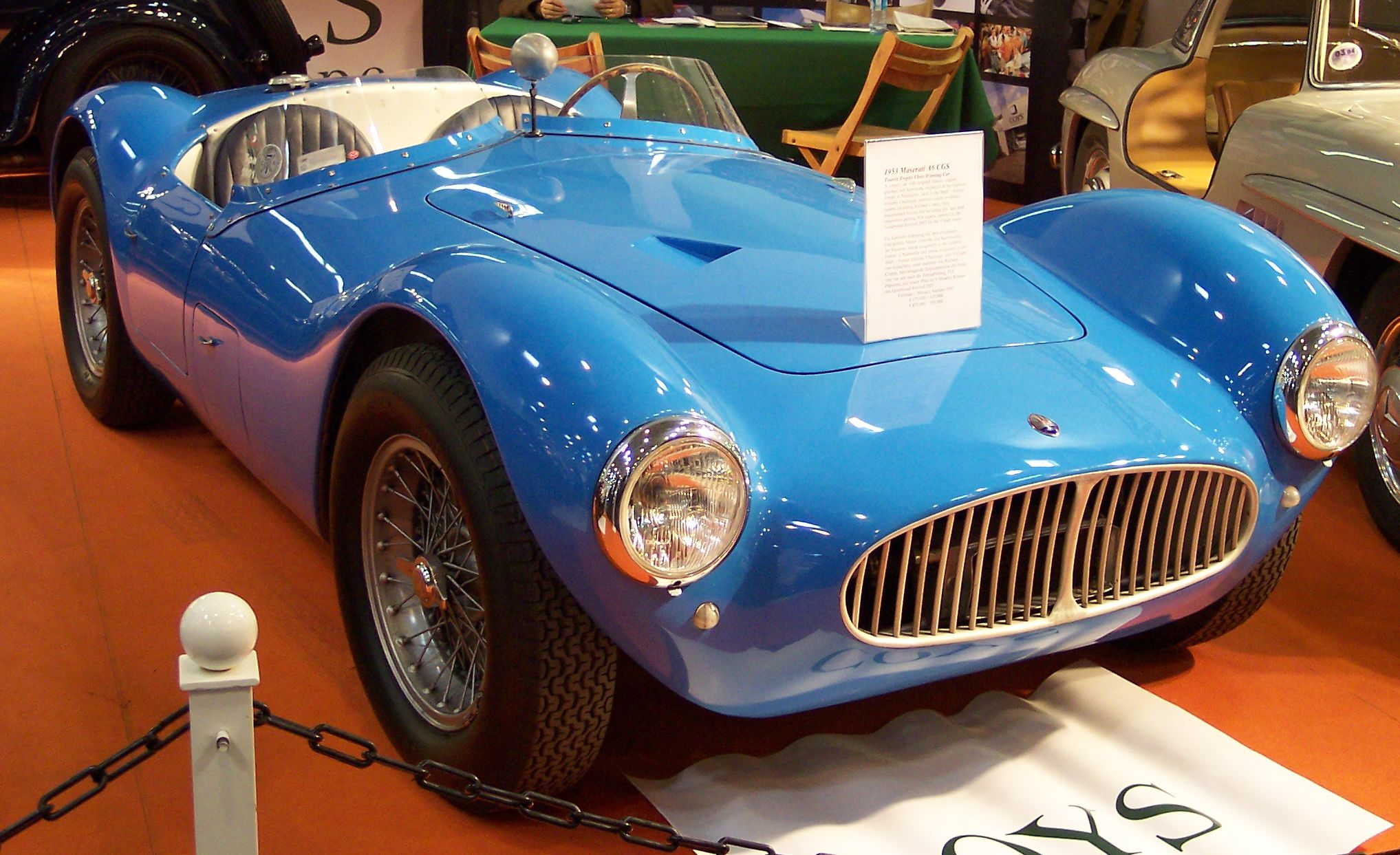
Maserati A6GCS/53 Spider, Gioacchino Colombo
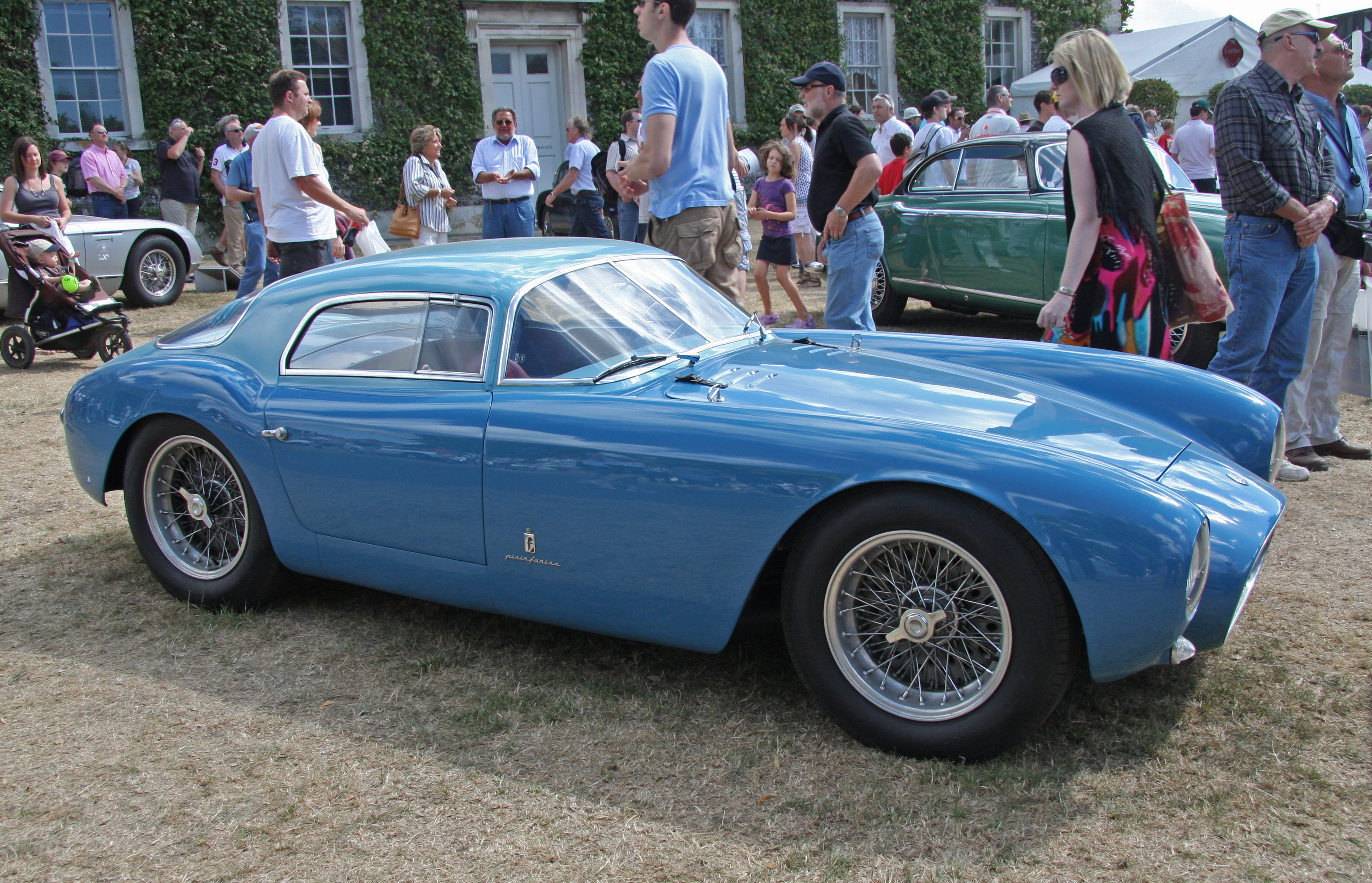
Maserati A6GCS Berlinetta, Festival de vitesse de Goodwood

En 1957 la serie A6 fue reemplazada por el Maserati 3500 GT, prmimer vehículo fabricado en serie por Maserati.

### Maserati A6GC de carreras
Denominado Maserati A6GCM.

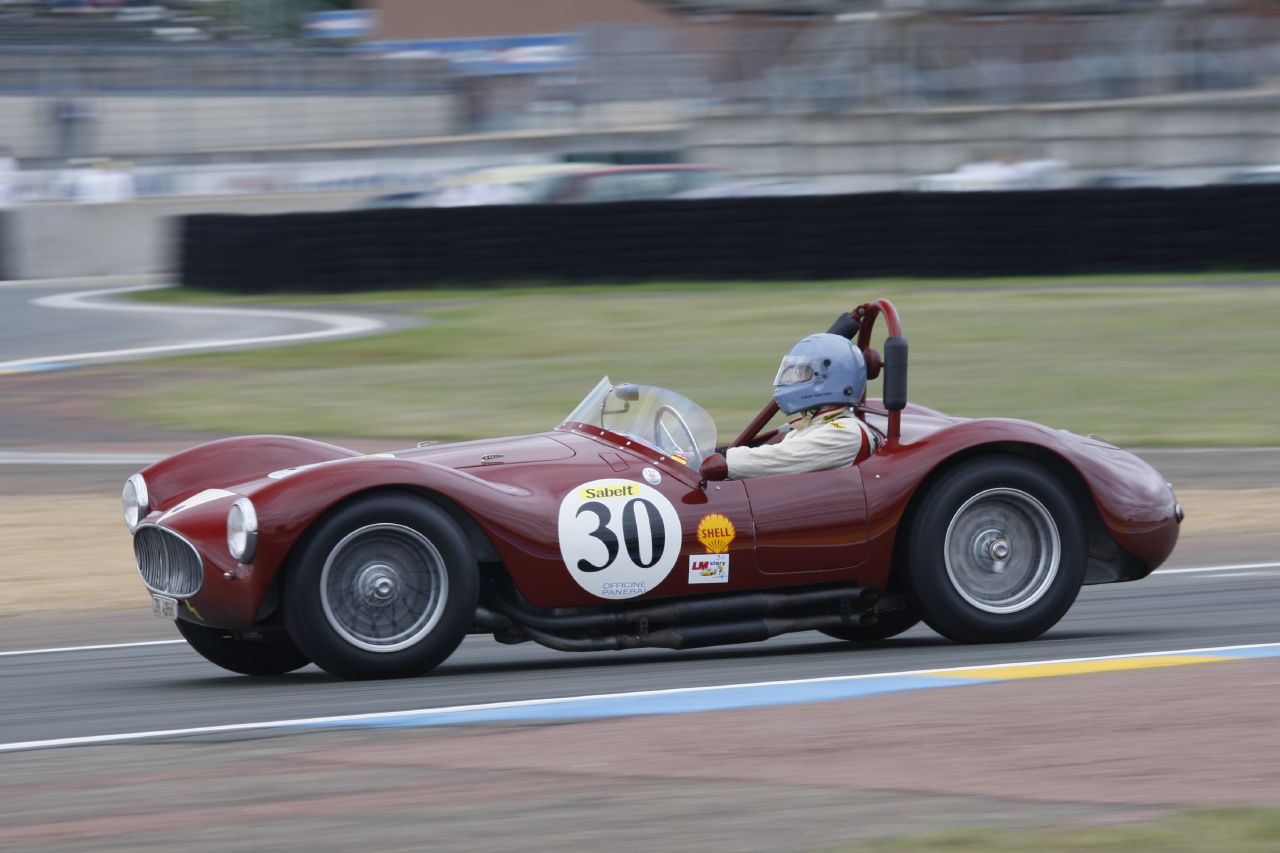
Maserati A6GCS
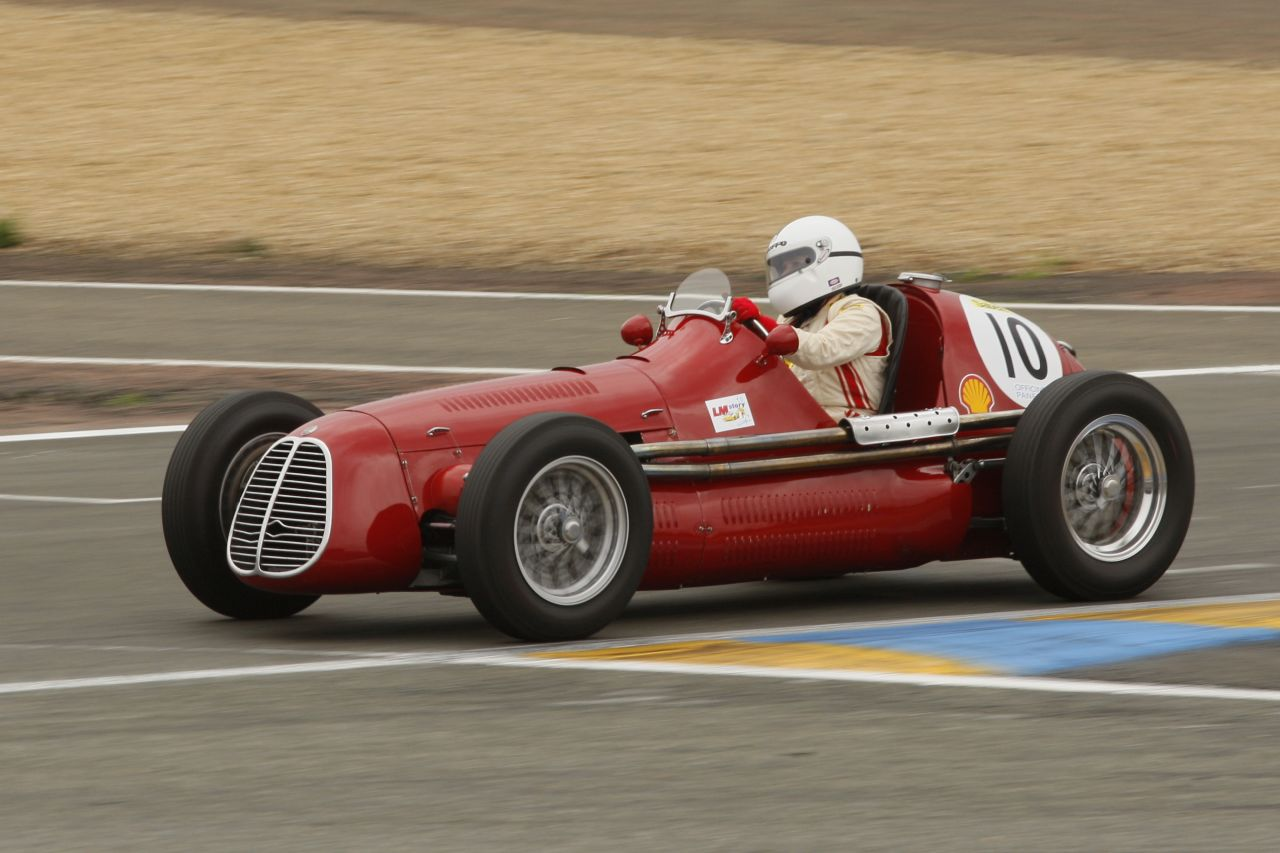
Maserati A6GCM
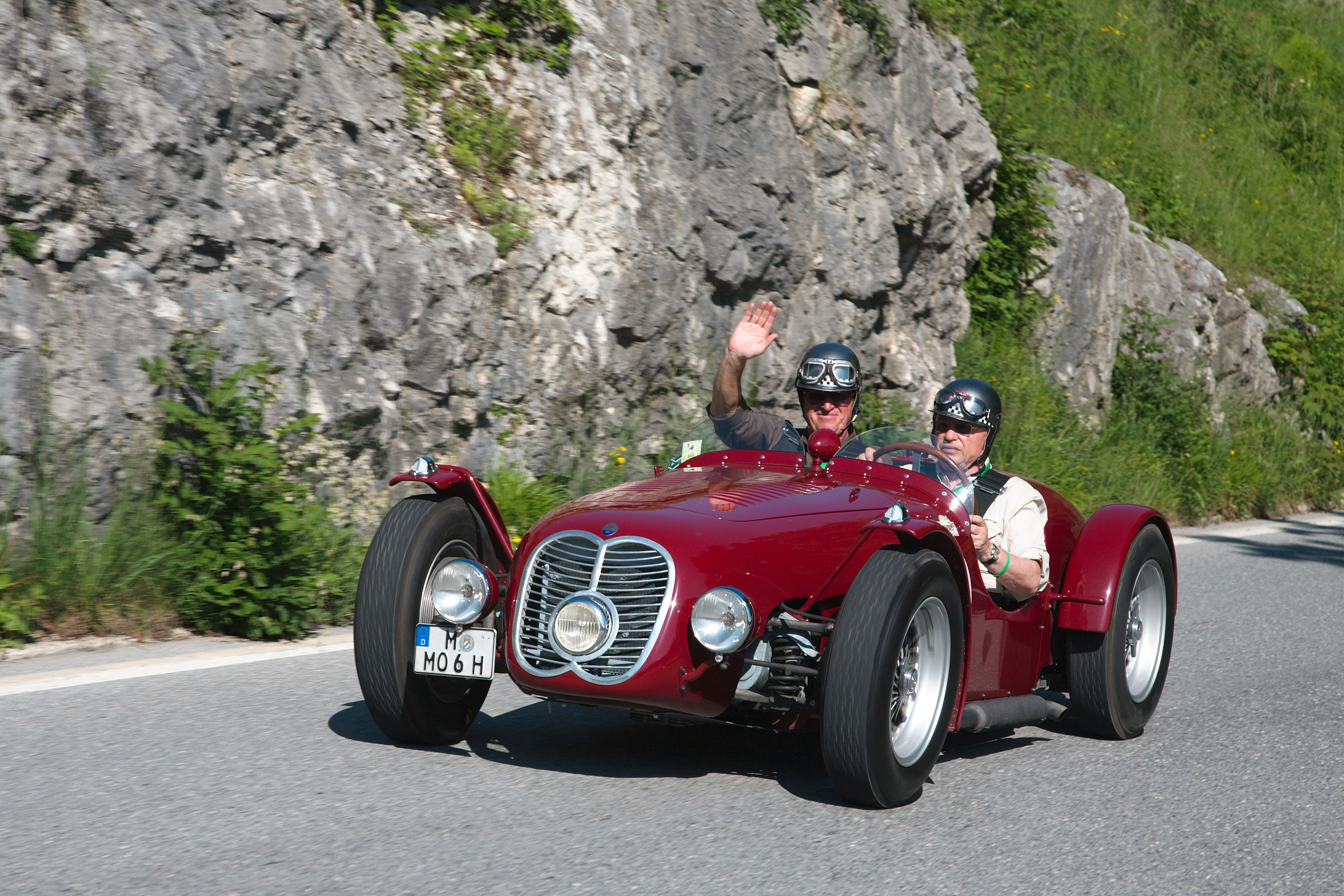
Maserati A6GCS Trifaro
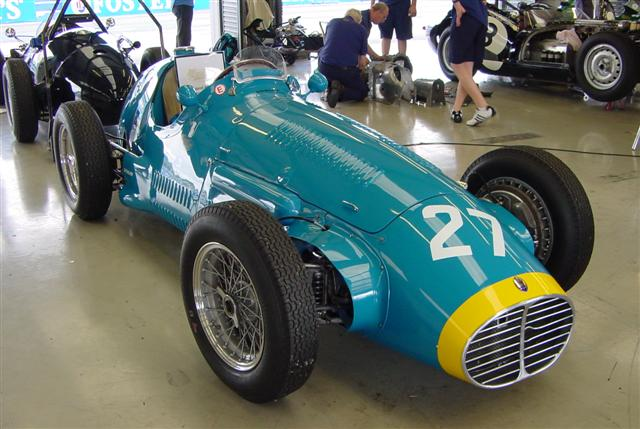
Maserati A6GCM de 1953